# لون‌هد
لون‌هد (به انگلیسی: Loanhead) یک شهرک در اسکاتلند است که در میدلودین واقع شده‌است.